# دشنه در دیس
دشنه در دیس عنوان مجموعه شعری است از احمد شاملو شاعر معاصر ایرانی که اولین بار در سال ۱۳۴۴ منتشر شده است. 
از مهم‌ترین شعرهای این کتاب می‌توان به گفتی که باد مرده است، شبانه (یله بر نازکای...)، فراقی، سمیرمی، شبانه (زیباترین تماشاست...)، از منظر، و ترانه آبی اشاره کرد.